# HIMA
Die HIMA Group ist ein globaler unabhängiger Anbieter sicherheitsgerichteter Automatisierungslösungen für die Prozess- und Bahnindustrie zum Schutz von Menschen, Anlagen und Umwelt. Das 1908 gegründete Familienunternehmen hat den Hauptsitz in Brühl bei Mannheim.

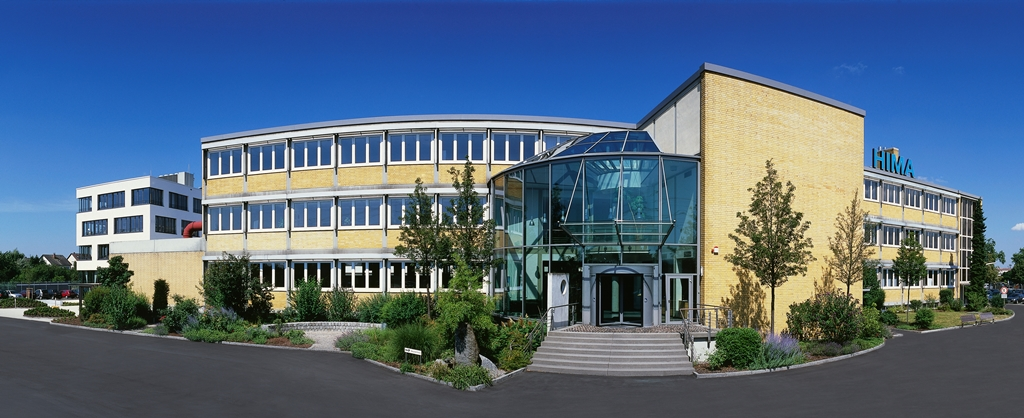
HIMA-Hauptsitz in Brühl bei Mannheim

## Geschichte
HIMA steht für Hildebrandt Mannheim. Das Unternehmen wurde 1908 in Mannheim von Johannes Hildebrandt als „marinetechnisches Büro“ gegründet. Seit 1930 wurden elektrotechnische Erzeugnisse wie Druck- und Temperaturregler hergestellt. Die Marktkontakte zur chemischen Industrie führten zur Fokussierung auf die Entwicklung von Sicherheitstechnik. Seit etwa 2015 wurde das Bahngeschäft stark ausgebaut.
Am 31. Januar 2024 übernahm HIMA das norwegische Technologieunternehmen Origo Solutions.

## Unternehmen
HIMA ist ein Unternehmen im Bereich der sicherheitsgerichteten Automatisierungstechnik. HIMA erzielt die Hälfte des Umsatzes im außereuropäischen Ausland. Ein wesentlicher Teil der 450 Beschäftigten in Deutschland (insgesamt 1050) sind in der Forschung und Entwicklung tätig. HIMA-Systeme werden u. a. bei Kessel- und Turbinenschutz, bei der Kollisionsvermeidung im Schienenverkehr, in der Industrieautomation, bei der bis auf ein Zehntel Millimeter genauen Positionserkennung und Wegstreckenmessung in der Intralogistik und bei der Kontrolle von Tankanlagen und Pipelines verwendet. Aufgrund der vollständigen Trennung und Rückwirkungsfreiheit von Sicherheits- und Leitsystem sind HIMA-Systeme in Leitsysteme aller führenden Hersteller integriert.
HIMA ist an über 50 Standorten der Welt auf allen Kontinenten präsent und unterhält so genannte Regional Headquarters in Breda, Stockport, Kristiansand, Singapur, Shanghai, Houston und Dubai.

## Produkte und Dienstleistungen
Seit 1970 wurden bei HIMA Systeme entwickelt, bei denen eventuelle Bauteilfehler nicht mehr die sichere Abschaltung beim Erreichen kritischer Anlagen-Zustände verhindern (sog. failsafe-Systeme). 1970 wurde das weltweit erste derartige TÜV-geprüfte Sicherheitssystem entwickelt, 1997 die weltweit erste TÜV-geprüfte sicherheitsbezogene Ethernet-Kommunikation (Safeethernet) mit 100 Mbit/s, 2007 das weltweit erste nach EN ISO 13849 und EN 62061 zertifizierte Sicherheitssystem. 2008 kam das weltweit erste TÜV-zertifizierte Non-Stop-Sicherheitssystem HIMax auf den Markt. 2013 brachte das Unternehmen mit HICore die kleinste TÜV-zertifizierte, speicherprogrammierbare Sicherheitssteuerung der Welt auf den Markt. Angeboten werden ferner Tools für die vollgrafische Programmierung der Systeme sowie verschiedene Serviceleistungen.
2022 eröffnete HIMA am Hauptsitz in Brühl ein Customer Solution Center, in dem man Safety- und Securitylösungen testen und gemeinsam mit Kunden aus der Prozess- und Bahnindustrie Sicherheitslösungen entwickeln kann.

### Branchen
Lösungen von HIMA kommen vor allem in der Prozessindustrie (Öl, Gas, Chemie, Petrochemie, Energie) und der Bahnindustrie zum Einsatz, aber auch in allen Bereichen des Maschinen- und Anlagenbaus.

### Dienstleistungen
HIMA bietet Service-Dienstleistungen für den gesamten oder einzelne Phasen des Sicherheitslebenszyklus einer Anlage. Dazu gehören unter anderem Spezifikation, Inbetriebnahme, Modifikation und Stilllegung.  Darüber hinaus bietet das Unternehmen Trainings zu Themen wie Funktionale Sicherheit und Security.